# Shawn Parker
Shawn Parker (n. Wiesbaden, Alemania, el 7 de marzo de 1993) es un futbolista germano-estadounidense. Está sin equipo desde el 31 de enero de 2020. A nivel internacional, Parker ha representado a la selección Alemana en varios niveles, desde sub-15 hasta el sub-21.

## Trayectoria
Después de varios años con el Mainz, Parker fichó con el F.C. Augsburgo en julio de 2014.
| Club                       | País     | Año         | Partidos | Goles |
| -------------------------- | -------- | ----------- | -------- | ----- |
| 1. FSV Maguncia 05 II      | Alemania | 2011 - 2013 | 42       | 8     |
| 1. FSV Maguncia 05         | Alemania | 2013 - 2014 | 30       | 5     |
| FC Augsburg                | Alemania | 2014 - 2018 | 12       | 0     |
| 1. F. C. Nürnberg (cedido) | Alemania | 2016 - 2017 | 6        | 1     |
| Greuther Fürth             | Alemania | 2018 - 2020 |          |       |